# Kongoussi
Kongoussi é uma cidade burquinense, capital da província de Bam. Em 2012, sua população era estimada em 31 462 habitantes.